# 크리스토퍼 배커스
크리스토퍼 배커스(Christopher Backus, 1981년 10월 30일 ~ )는 미국의 각본가, 배우이다.
미션비에호에서 태어났다.

## 출연 작품
- 디스플레이스먼트 (2016년)
- 인디스크레션 (2016년)
- 미드나잇 인 뉴욕 (2016, A New York Christmas)
- 어 도그 & 포니 쇼 (2016년)
- 세상의 모든 엄마와 딸들 (2016년) - 세바스티엔 역
- 클로이 앤 테오 (2015년)
- 딜리버런스 크리크 (2014년)
- 어몽 프렌즈 (2012년)
- 유니온 스퀘어 (2012년) - 앤디 역
- 옐로우 락 (2011년)
- 엘리베이터 (2011년) - 돈 핸들리 역
- 스위치백 (2010년)
- 하드 브레이커스 (2010년)
- 트레져 헌터 (2009년)
- 데스 드라이브 (2007년) - 토니 니퓨즈 역
- 올인 (2006년)

### 텔레비전
- 제트
- 언더그라운드